# Бузан-пристань
Бузан-пристань — посёлок в Красноярском районе Астраханской области. Входит в Сеитовский сельсовет.

## География
Посёлок расположен в Волго-Ахтубинской пойме, на берегу реки Бузан (рукав реки Волги). На северной окраине ильмень Болдырьколь.
Абсолютная высота 25 метров ниже уровнем моря.
Уличная сеть
Состоит из 13 географических объектов: ул. Волгоградская, ул. Гагарина, ул. Георгиевская, ул. Железнодорожная, ул. Красноармейская, ул. Краснодарская, ул. Мира, ул. Первомайская, ул. Победы, ул. Пятигорская, ул. Сиреневая, ул. Ставропольская, ул. Строителей.

## История
В июле 1907 года открыто движение поездов на участке Красный Кут — Бузан-пристань
В 1990 году, в связи с негативным воздействием на окружающую среду деятельности Астраханского газового комплекса постановлением Совета Министров РСФСР от 17.08.1990 № 309 Бузан-пристань включен в перечень населенных пунктов, расположенных в 8-километровой санитарно-защитной зоне Астраханского газового комплекса, на территории которых установлен коэффициент за работу в пустынной и безводной местности в размере 1,35 к заработной плате рабочих и служащих.

## Население
| 2002 | 2010 |
| ---- | ---- |
| 789  | ↘473 |

Национальный и гендерный состав
По данным Всероссийской переписи, в 2010 году численность населения посёлка составляла 473 человека (207 мужчин и 266 женщин, 43,8 и 56,2 соответственно %%).
Согласно результатам переписи 2002 года, в национальной структуре населения посёлка русские составляли 43 % от общей численности населения в 791 жителя.

## Транспорт
Водный и железнодорожный транспорт. Порт Бузан Ближайшая железнодорожная станция — остановочный пункт «1489 километр» находится в посёлке.
Планируется строительство железнодорожного подъезда от Бузан-порта до ст. Бузан-Пристань; развитие портово-промышленной зоны с ж/д и автодорожными подъездами в п. Бузан-Пристань.